# Grace Prendergast
Grace Prendergast (født 30. juni 1992) er en newzealandsk roer.
Hun repræsenterede New Zealand under sommer-OL 2016 i Rio de Janeiro, hvor hun blev nummer 4 i otter.
Under sommer-OL 2020 i Tokyo som blev arrangert i 2021, vandt hun guld i toer uden styrmand og sølv i otter.